# Anton Spilmann

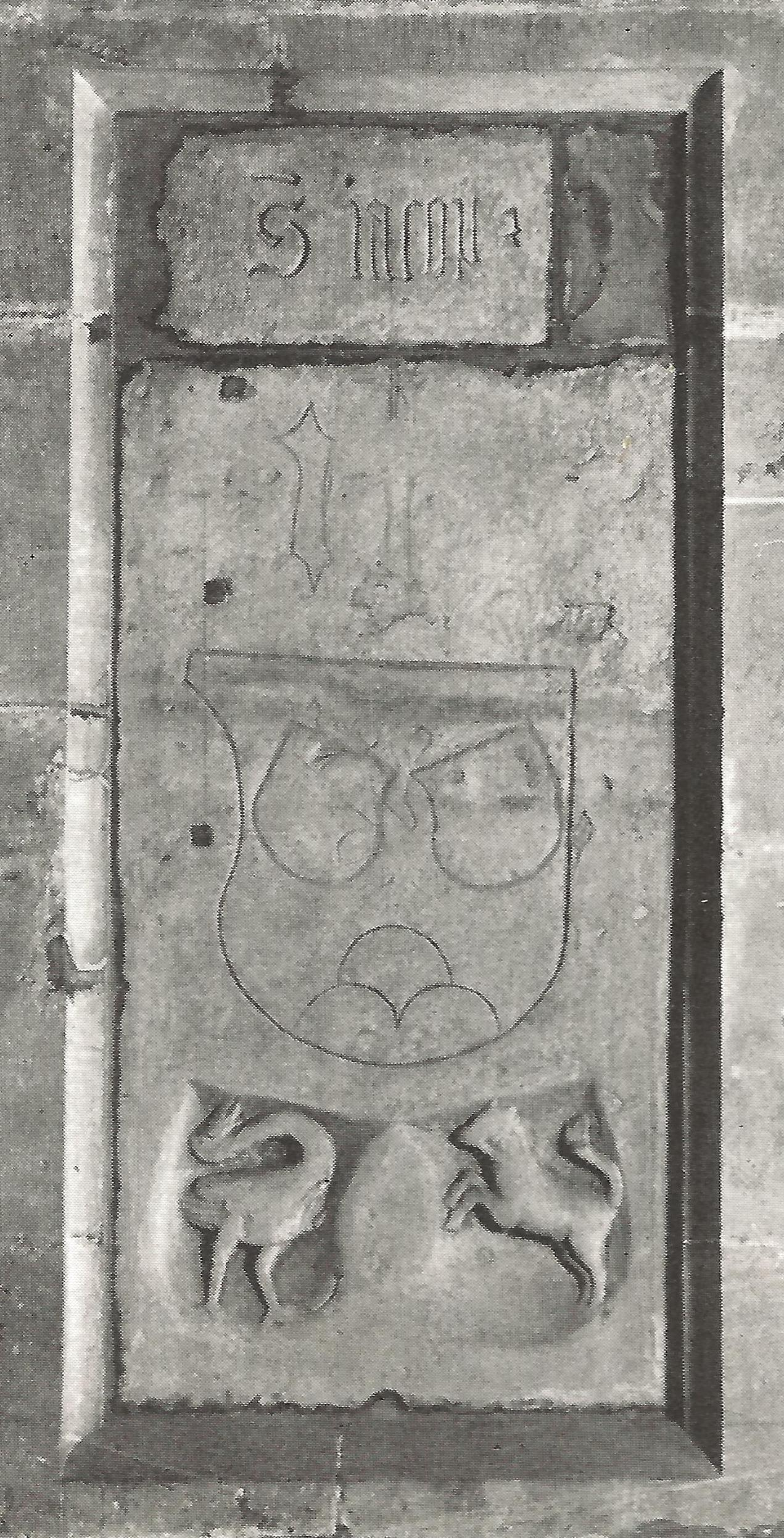
Grabplatte mit den Wappen Anton Spilmann (III.) und Dorothea Ross (um 1525), Berner Münster.

Anton Spilmann (III.) (* um 1470; † um 1548 in Bern) war ein bernischer Staatsmann.
Anton Spilmann kam als Sohn des Gilian Spilmann und der Anna Simon zur Welt. Von seinem Vater erbte er die Herrschaft Kehrsatz. Um 1490 heiratete er Dorothea Ross, Tochter des Peter Ross und der Verena Schopfer. Ab 1490 ist er als Mitglied des bernischen Grossen Rates nachgewiesen, ab 1494 als Mitglied des Kleinen Rats. 1495 war er Schultheiss von Burgdorf und 1505 Schultheiss von Murten, 1506 Landvogt von Nidau und 1508 Venner. 1506 unternahm er gemeinsam mit Wolfgang May eine Pilger- und Bildungsreise nach Santiago de Compostela. Im Könizer Aufstand von 1513 wurde er der Bestechung angeklagt. Spilmann wurde als bernischer Unterhändler bei den Mailänderkriegen verdächtigt, französische Pensionsgelder angenommen zu haben. 